# 2025年世界水泳選手権クウェート選手団
2025年世界水泳選手権クウェート選手団は、2025年7月11日から8月3日までシンガポールで開催された第22回世界水泳選手権のクウェート選手団、およびその競技結果。

## 選手団
- 人員: 選手 4人

## 選手名簿・結果
| 選手                       | 種目               | 予選      | 予選 | 準決勝   | 準決勝   | 決勝     | 決勝     |
| 選手                       | 種目               | 結果      | 順位 | 結果     | 順位     | 結果     | 順位     |
| -------------------------- | ------------------ | --------- | ---- | -------- | -------- | -------- | -------- |
| カレド・アルオタイビ       | 男子100m自由形     | 54秒31    | 82位 | 予選敗退 | 予選敗退 | 予選敗退 | 予選敗退 |
| カレド・アルオタイビ       | 男子100m平泳ぎ     | 1分08秒61 | 67位 | 予選敗退 | 予選敗退 | 予選敗退 | 予選敗退 |
| サウード・アルシャムルーク | 男子200m自由形     | 1分54秒61 | 47位 | 予選敗退 | 予選敗退 | 予選敗退 | 予選敗退 |
| モハメド・アルオタイビ     | 男子100mバタフライ | 58秒09    | 66位 | 予選敗退 | 予選敗退 | 予選敗退 | 予選敗退 |
| モハメド・アルオタイビ     | 男子200mバタフライ | 2分11秒76 | 35位 | 予選敗退 | 予選敗退 | 予選敗退 | 予選敗退 |
| サバ・スルタン             | 女子50m自由形      | 31秒27    | 90位 | 予選敗退 | 予選敗退 | 予選敗退 | 予選敗退 |